# 燃えろ!アトランタ王
『オリンピッククイズ 燃えろ!アトランタ王』（オリンピッククイズ もえろ アトランタキング）は、1996年1月14日から同年9月29日までテレビ朝日系列局で放送されていたテレビ朝日とJCTV共同制作のクイズ番組である。コカ・コーラの一社提供。

## 概要
コカ・コーラ発祥の地であるアトランタと、同年にこの地で開催されたアトランタオリンピックをテーマにしたクイズを出題。芸能人聖火ランナーの選考を行うコーナーもあった。

## 出演者

### 司会
- クリス・ペプラー - オープニングとエンディングの提供読みも兼任。

### レギュラー・パネリスト
- 辰巳琢郎
- シェイプUPガールズ

## 主題歌
- Be Myself （T-BOLAN、オープニングテーマ）
- Heart of Gold 1996 （T-BOLAN、エンディングテーマ）

## スタッフ
- 構成：腰山一生、大田一水、三浦昭彦
- 技術協力：テイクシステムズ
- 美術協力：テレビ朝日クリエイト
- 制作：テレビ朝日、JCTV

| テレビ朝日系列 日曜18:30枠                                      | テレビ朝日系列 日曜18:30枠                                               | テレビ朝日系列 日曜18:30枠                    |
| 前番組                                                          | 番組名                                                                   | 次番組                                        |
| --------------------------------------------------------------- | ------------------------------------------------------------------------ | --------------------------------------------- |
| なんでもランキング バトランQ （1995年10月1日 - 1995年12月24日） | オリンピッククイズ 燃えろ!アトランタ王 （1996年1月14日 - 1996年9月29日） | トムソーヤS （1996年10月6日 - 1997年3月23日） |